# Тон, Дани
Дани Луал Гумнок Тон (англ. Dani Lual Gumnok Thon; род. 29 ноября 2002, Какума, Туркана) — южносуданский футболист, нападающий клуба «Штиинца». Выступал в национальной сборной Южного Судана.

## Карьера

### Начало карьеры
Воспитанник футбольной академии южносуданского клуба «Амарат Юнайтед». В 2018 году перебрался в структуру клуба «Атлабара». В 2019 году футболист также стал подтягиваться к играм с основной командой южносуданского клуба. В июле 2019 года футболист перебрался в кенийский клуб «Матаре Юнайтед», с которым подписал трёхлетний контракт. Также футболист во время выступления за кенийский клуб проходил просмотр в юношеской команде испанской «Валенсии».

### «Вишков»

#### Начало карьеры
В августе 2021 года футболист перешёл в чешский клуб «Вишков», однако до конца октября 2021 года оставался в «Матаре Юнайтед», с которым поддерживал форму, пока оформлялись все необходимые документы. Дебютировал за клуб 2 апреля 2022 года в матче против клуба «Виктория Жижков», выйдя на замену на 81 минуте. В следующем матче 5 апреля 2022 года против клуба «Простеёв» отличился дебютным забитым голом. В дебютном сезоне футболист сыграл в 7 матчах в чемпионате, отличившись забитым голом. 
Летом 2022 года футболист продолжил готовиться к новому сезону с основной командой чешского клуба. Первый матч в сезоне сыграл 7 августа 2022 года против пражского клуба «Спарта B», где футболист вышел на замену на 68 минуте. В следующем матче 16 августа 2022 года в матче Кубка Чехии против клуба «Угерски-Брод» отличился первым в сезоне забитым голом. За клуб футболист успел сыграть 3 матча во всех турнирах, в которых записал на свой счёт забитый гол.

#### Аренда в «Бланско»
В конце августа 2022 года футболист на правах арендного соглашения присоединился к клубу «Бланско». Дебютировал за клуб 31 августа 2022 года в матче против росицейского клуба «Слован». Дебютный гол за клуб забил 8 октября 2022 года в матче против клуба «Угерски-Брод», также отдав голевую передачу. В матче 5 ноября 2022 года против клуба «Годонин» отличился забитым дублем. На протяжении сезона футболист был одним из ключевых игроков клуба, за который отличился 5 забитыми голами и 7 результативными передачами. По окончании срока арендного соглашения покинул клуб.

#### Аренда в «Супер Нову»
В июле 2023 года футболист на правах арендного соглашения присоединился к латвийскому клубу «Супер Нова». Дебютировал за клуб 21 июля 2023 года в матче против клуба «Метта», выйдя на замену на 71 минуте. Дебютный гол за клуб забил 6 августа 2023 года в матче против «Риги». Футболист затем быстро смог закрепиться в основной команде клуба, чередуя матч в стартовом составе и со скамейки запасных, отличившись свои единственным забитым голом. Завершил сезон футболист на последнем итоговом месте в чемпионате. По окончании срока действия арендного соглашения футболист покинул латвийский клуб.

### «Штиинца» Мирослава
В феврале 2024 года футболист на правах свободного агента перешёл в румынский клуб «Штиинца».

## Международная карьера
В 2018 году выступал за молодёжной сборной Южного Судана до 20 лет. В июле 2021 года принимал участие в матчах молодёжной сборной Южного Судана до 23 лет. В октябре 2021 года футболист отправился на сборы с национальной сборной Южного Судана. Дебютировал за сборную 6 октября 2022 года в товарищеском матче против сборной Сьерра-Леоне. Дебютный гол а сборную забил 12 октября 2022 года в товарищеском матче против сборной Гамбии.